# 消費者心理
消費者心理（しょうひしゃしんり）とは経営学用語の一つ。消費者が商品やサービスの購入を検討する際に、直接的あるいは間接的に決定に影響を及ぼすような心理的要因のことを言う。
これには消費者の個人的な欲求に加えて、社会的な評価や価値観や、流行などといった社会情勢に対する態度なども含まれている。また同じ商品を購入する場合であっても、それに対する消費者心理とは時と場所によって異なるという性質がある。たとえば高価な宝飾品を買う場合であっても、それは恋人へのプレゼントであるがゆえに大金を支払う場合と、それが蓄財の手段となりうるがゆえに大金を支払うといった具合に意思決定に至る判断が異なる。またマーケティングの分野では、消費者による購入行為におけるリスクをどう位置付けているかもしばしば論じられる。
企業にとっては新たな需要を引き出すためにも、消費者心理を研究して、購入への心理的な要因を解明するという努力が求められる。